# ۱۹۳۳

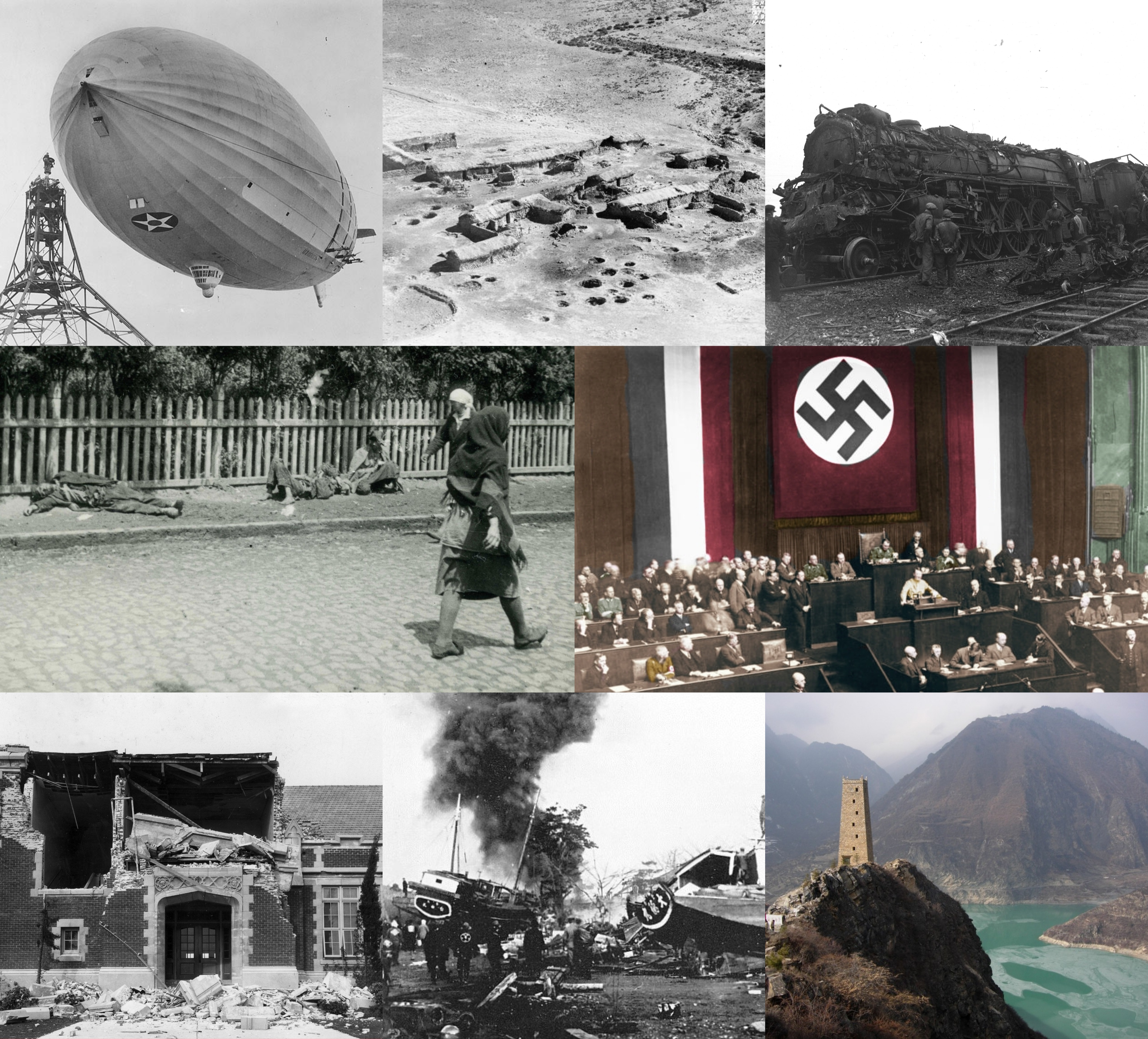

## رویدادها

### ژانویه
- ۵ ژانویه - احداث پل گلدن گیت در کالیفرنیای ایالات متحده آغاز شد.
- ۳۰ ژانویه - پاول فون هیندنبورگ، رئیس‌جمهور آلمان آدولف هیتلر را به عنوان صدر اعظم منصوب کرد.

### فوریه
- ۱۵ فوریه - اقدام ناموفق به ترور فرانکلین روزولت، رئیس‌جمهور ایالات متحده‌
- ۱۷ فوریه - سنای ایالات متحده ممنوعیت تولید، جابه جایی و فروش مشروبات الکی را لغو کرد.
- ۲۷ فوریه - آتش‌سوزی رایشس‌تاگ

### مارس
- ۳ مارس - زلزله ۸٫۴ ریشتری و سونامی حاصل از آن در نزدیکی سواحل سانریکو ژاپن بیش ۳ هزار نفر را به کام مرگ کشاند و قریب به ۷ هزار خانه را ویران کرد.
- ۴ مارس - با انتخاب فرنسیس پرکینس به عنوان وزیر کار دولت فرانکلین روزولت، او نخستین بانو در کابینه ایالات متحده در طول تاریخ نام گرفت.
- مارس - امپراتوری ژاپن از جامعه ملل خارج شد.

۲۳ مارس آدولف هیتلر صدراعظم آلمان قانون ترفیع مقام را تصویب کرد که به صدر اعظم اجازه سر خود قوانین تصویب کردن به مدت پنج سال را داد.

## زادروزها
- ۱۶ ژانویه – سوزان سانتاگ، فیلمنامه‌نویس، نویسنده، و کارگردان آمریکایی (د. ۲۰۰۴)
- ۱۸ ژانویه – جان بورمن، فیلمنامه‌نویس، تهیه‌کننده، و کارگردان بریتانیایی
- ۲۳ ژانویه – چیتا ریورا، بازیگر آمریکایی
- ۲۵ ژانویه – کرازون آکینو، سیاست‌مدار فیلیپینی (د. ۲۰۰۹)
- ۸ فوریه – الی آملینگ، خواننده هلندی
- ۲۱ فوریه – نینا سیمون، خواننده-ترانه‌سرا، موسیقی‌دان، پیانیست و آهنگساز آمریکایی (د. ۲۰۰۳)
- ۱۴ مارس - مایکل کین، بازیگر انگلیسی
- ۱۵ مارس – روث بادر گینزبرگ، قاضی دستیار در دادگاه عالی ایالات متحده
- ۱۶ مارس – سندی ویل، بانکدار آمریکایی
- ۱۹ مارس – فیلیپ راث، نویسنده آمریکایی
- ۹ آوریل – جان ماریا ولونته، بازیگر ایتالیایی (د. ۱۹۹۴)
- ۱۹ آوریل – جین منسفیلد، بازیگر آمریکایی (د. ۱۹۶۷)
- ۳۰ آوریل – ویلی نلسون، بازیگر و خواننده آمریکایی
- ۱۱ مه – لوییس فراخان، خواننده آمریکایی
- ۶ ژوئن – هاینریش روهرر، فیزیک‌دان سوئیسی
- ۸ ژوئن – جون ریورز، مجری تلویزیونی، بازیگر و کارگردان، و کمدین آمریکایی (د. ۲۰۱۴)
- ۱۹ ژوئن – ویکتور پاتسایف، مهندس و فضانورد اهل شوروی (د. ۱۹۷۱)
- ۲۰ ژوئن – دنی آیلو، بازیگر آمریکایی
- ۲۵ ژوئن – آلوارو سیزا، معمار پرتغالی
- ۱۱ ژوئیه – باب مک‌گراث، بازیگر و خواننده آمریکایی
- ۲۳ اوت – رابرت کرل، شیمی‌دان آمریکایی
- ۲۵ اوت – تام اسکریت، بازیگر آمریکایی
- ۱۱ سپتامبر – ویلیام لوتر پیرس، فیزیک‌دان و نویسنده آمریکایی (د. ۲۰۰۲)
- ۲۶ سپتامبر – دونا داگلاس، بازیگر آمریکایی (د. ۲۰۱۵)
- ۳۰ سپتامبر – سیسی هیوستون، خواننده آمریکایی
- ۲ اکتبر – جان گوردون، زیست‌شناس بریتانیایی
- ۲۵ نوامبر – کاترین کرازبی، بازیگر و خواننده آمریکایی
- ۲۸ نوامبر – هوپ لانگ، بازیگر آمریکایی (د. ۲۰۰۳)
- ۲۹ نوامبر – جان مایال، گیتاریست و آهنگساز انگلیسی
- ۳ دسامبر – پاول کروتزن، شیمی‌دان و مهندس هلندی
- ۶ دسامبر – هنریک گورتسکی، آهنگساز لهستانی (د. ۲۰۱۰)
- ۱۵ دسامبر – تیم کانوی، بازیگر آمریکایی
- ۲۰ دسامبر – جین کارنهان، سیاست‌مدار آمریکایی
- جلال طالبانی، رئیس‌جمهور عراق

## درگذشت‌ها
- ۵ ژانویه – جان کالوین کولیج، سیاست‌مدار و وکیل آمریکایی (ز. ۱۸۷۲)
- ۱۲ فوریه – آنری دوپارک، آهنگساز فرانسوی (ز. ۱۸۴۸)
- ۱۷ آوریل – هریت بروکس، فیزیک‌دان کانادایی (ز. ۱۸۷۶)
- ۸ نوامبر – محمد نادر شاه، دیپلمات هندی (ز. ۱۸۸۳)
- ۴ دسامبر – اشتفان گئورگه، زبان‌شناس، مترجم، نویسنده و شاعر آلمانی (ز. ۱۸۶۸)